# Asplenium parvum
Asplenium parvum là một loài dương xỉ trong họ Aspleniaceae. Loài này được Watts mô tả khoa học đầu tiên năm 1915.
Danh pháp khoa học của loài này chưa được làm sáng tỏ. 